# Austin Maddox
Pour les articles homonymes, voir Maddox.
 (juin 2017).
Austin Maddox (né le 13 mai 1991 à Jacksonville, Floride, États-Unis) est un ancien lanceur de relève droitier de la Ligue majeure de baseball.

## Carrière
Austin Maddox est repêché une première fois par les Rays de Tampa Bay, qui le choisissent au 37e tour de sélection en 2009. Il ignore l'offre, rejoint les Gators de l'université de Floride, et signe son premier contrat professionnel avec les Red Sox de Boston, qui le sélectionnent au 3e tour du repêchage de 2012.
Il fait ses débuts dans le baseball majeur avec Boston le 17 juin 2017, lançant une manche en relève face aux Astros de Houston.